# Gauern
Gauern is een gemeente in de Duitse deelstaat Thüringen, en maakt deel uit van de Landkreis Greiz.
Gauern telt 118 inwoners.